# Serio (rivière)
 (mars 2015).
Si vous disposez d'ouvrages ou d'articles de référence ou si vous connaissez des sites web de qualité traitant du thème abordé ici, merci de compléter l'article en donnant les références utiles à sa vérifiabilité et en les liant à la section « Notes et références ».
Pour les articles homonymes, voir Serio (département).
Le Serio est une rivière de Lombardie, en Italie. Il arrose les provinces de Bergame et de Crémone : après un cours de 124 km, il se jette dans l'Adda à Bocca di Serio au sud de Crema.

## Étymologie
Son nom est probablement d'origine préromaine, et signifierait « flux », « courant ».
En latin, il se nommait Sarius, qui a donné Serio par apophonie de sar- en ser-.

## Toponymes
Il a donné son nom ou hydronyme à de nombreuses localités qu'il arrose (Villa di Serio, Fiorano al Serio, Orio al Serio, Seriate, Mornico al Serio, Cologno al Serio), à la vallée qui porte son nom (Valle Seriana), ainsi qu'au département du Serio.

## Géographie
La Serio trouve sa source à 2 500 m d'altitude au Passo del Serio sur le mont Torena (2 911 m), situé dans les contreforts méridionaux des Alpes.